# مكتبة شيتام
مكتبة شيتام هي مكتبة عامة تقع في مدينة مانشستر بإنكلترة.
كتب بوزورث عن المخطوطات العربية في المكتبة:
C.E.Bosworth, The Arabic Manuscripts in Chetham's Library in JSS: 1976  21/1976/99-108.
في مطلع الثمانينات، ضمّت هذه المخطوطات إلى مجموعة مكتبة جون رايلندز الواقعة أيضا في وسط مانشستر.